# Capoeta erhani
Capoeta erhani är en fiskart som beskrevs av Turan, Kottelat och Ekmekçi 2008. Capoeta erhani ingår i släktet Capoeta och familjen karpfiskar. Inga underarter finns listade.